# 10 maart
10 maart is de 69ste dag van het jaar (70e dag in een schrikkeljaar) in de gregoriaanse kalender. Hierna volgen nog 296 dagen tot het einde van het jaar.

## Gebeurtenissen
- Algemeen
  - 1496 - Christoffel Columbus keert terug naar Spanje na zijn tweede ontdekkingsreis.
  - 1831 - Oprichting van het Frans Vreemdelingenlegioen.
  - 1906 - In het Franse Courrières komen bij een grote mijnramp 1100 mijnwerkers om.
  - 1969 - James Earl Ray, de moordenaar van Martin Luther King, wordt veroordeeld tot 99 jaar gevangenisstraf.
  - 1978 - Eerste vlucht van een Dassault Mirage 2000.
  - 2000 - De NASDAQ bereikt 5048.62, haar hoogste waarde ooit.
  - 2010 - De moord op Milly Boele.
  - 2019 - Vlucht ET302 van Ethiopian Airlines stort neer in Ethiopië. Alle 157 inzittenden komen om het leven.[1]
  - 2020 - Tijdens zijn eerste staatsbezoek aan Indonesië, brengt Koning Willem-Alexander zijn excuus, voorafgaand aan het staatsbanket, over aan de regering en zijn onderdanen, wegens wandaden van het Nederlandse leger gedurende de politionele acties, kort na de Tweede Wereldoorlog.
  - 2024 - Lokale functionarissen melden dat er in West-Sumatra door overstromingen en aardverschuivingen als gevolg van hevige regenval die begon op 7 maart 2024 ten minste 21 doden zijn gevallen en dat er personen vermist worden. Ook is er ernstige schade aan huizen en infrastructuur waaronder bruggen.[2]

- Economie
  - 2023 - De Silicon Valley Bank gaat failliet na een bankrun, wat voor paniek zorgt bij andere banken.[3]

- Kunst en cultuur
  - 2024 - Bij de 96ste Oscaruitreiking in het Dolby Theatre in Los Angeles (Verenigde Staten) wint de Amerikaans-Britse film Oppenheimer zeven prijzen, voor beste film, beste montage (Jennifer Lame), beste originele muziek (Ludwig Göransson), beste regisseur (Christopher Nolan), beste camerawerk (Hoyte van Hoytema), beste mannelijke bijrol (Robert Downey jr.) en beste mannelijke hoofdrol (Cillian Murphy).[4][5]

- Media
  - 2023 - Dance- en house radioprogramma The X Vibe keert na een aantal jaar weer terug op de radio.
  - 2024 - SBS6 zendt de eerste aflevering van het nieuwe seizoen van het televisieprogramma Postcode Loterij Miljoenenjacht uit. De presentatie van het spelprogramma is in handen van Linda de Mol.[6]
  - 2024 - RTL 4 zendt de eerste aflevering van het nieuwe seizoen van het televisieprogramma Beat the Champions uit. De presentatie is in handen van Chantal Janzen.[7]
  - 2024 - SBS6 zendt de eerste aflevering van het nieuwe seizoen van het televisieprogramma De Oranjezondag uit. De presentatie van het praatprogramma is in handen van Hélène Hendriks.[8]

- Oorlog
  - 241 v.Chr. - Slag bij de Egadische Eilanden: De Carthaagse vloot onder Hanno de Grote wordt aan de westkust van Sicilië door de Romeinen vernietigd.
  - 298 - De Romeinse keizer Maximianus eindigt zijn veldtocht tegen de Berbers in Noord-Afrika en maakt een triomfantelijke intrede in Carthago.
  - 1607 - Susenyos verslaat de gecombineerde legers van Yaqob en Abuna Petros II in de veldslag van Gol in Gojjam, waardoor hij keizer van Ethiopië wordt.
  - 1905 - Einde van de Slag bij Mukden: Japanse strijdkrachten onder Oyama Iwao verdrijven Russische troepen uit Mantsjoerije en behalen zo een beslissende overwinning in de Russisch-Japanse Oorlog.
  - 1945 - Een Amerikaans bombardement op Tokio en de daardoor veroorzaakte branden eisen 83.793 doden en een onbekend aantal gewonden en vermisten.
  - 1966 - De oorlogsmisdadiger Horst Schumann (voormalig selectiearts van Auschwitz) wordt in Ghana gearresteerd.

- Politiek

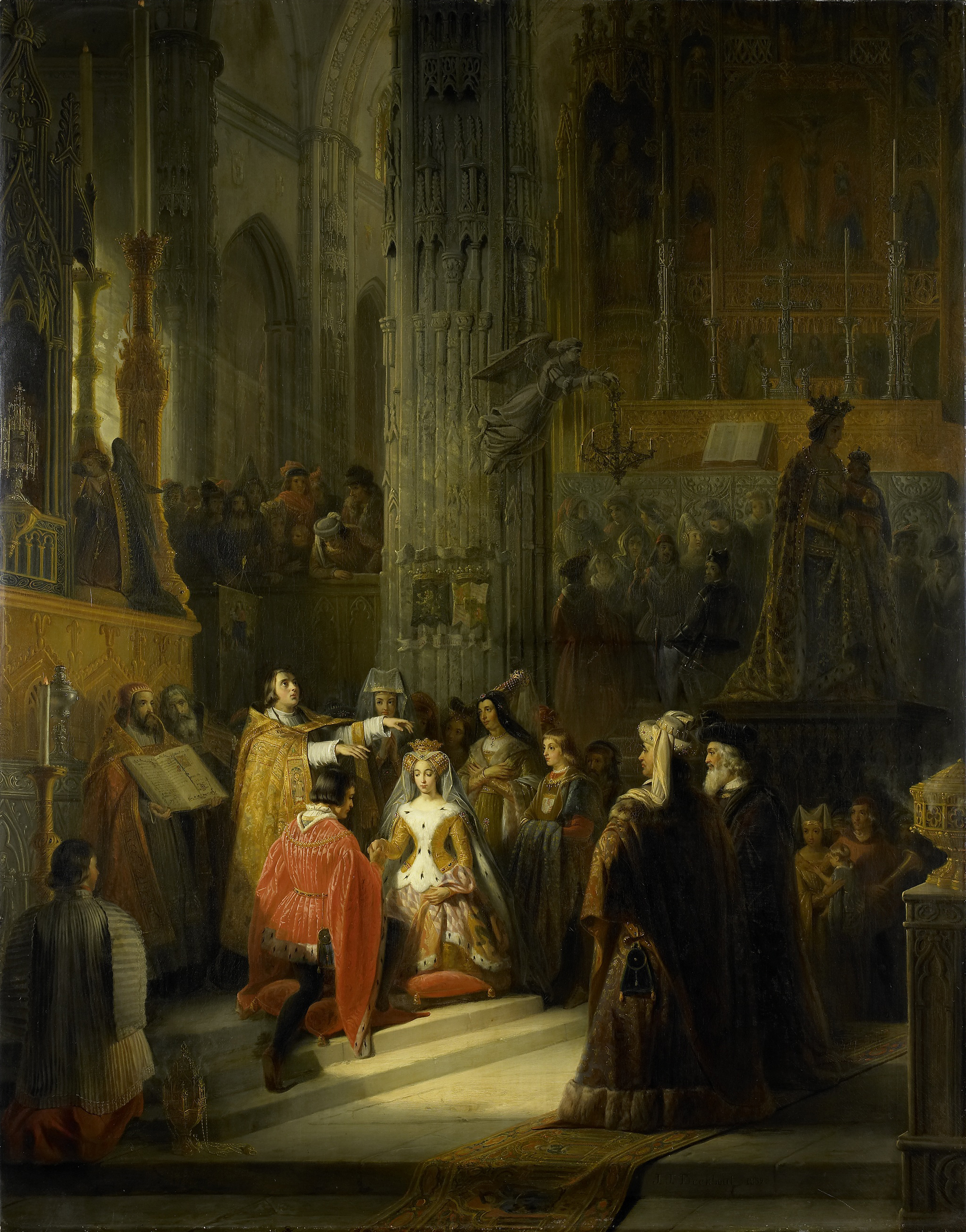
Huwelijk tussen Jacoba van Beieren en Jan van Brabant.

- - 1418 - Jacoba van Beieren en Jan IV van Brabant treden in het huwelijk.
  - 1629 - Karel I van Engeland ontbindt het parlement en begint de elfjarige periode, bekend als de Personal Rule.
  - 1864 - Lodewijk II wordt koning van Beieren.
  - 1893 - Ivoorkust wordt een Franse kolonie.
  - 1948 - Jan Masaryk, de partijloze minister van Buitenlandse Zaken van Tsjecho-Slowakije wordt dood aangetroffen op de binnenplaats van het ministerie van buitenlandse zaken te Praag, hij is waarschijnlijk uit het raam van zijn kantoor in het ministerie geduwd.
  - 1952 - Fulgencio Batista leidt een geslaagde staatsgreep in Cuba.
  - 1959 - In Tibet begint een opstand tegen de Chinese overheersing die duizenden Tibetanen het leven zou kosten.
  - 1966 - Prinses Beatrix en Claus von Amsberg treden te Amsterdam in het huwelijk.
  - 1979 - Een Nederlands UNIFIL-bataljon vertrekt naar Libanon.
  - 1982 - De Verenigde Staten starten een olie-embargo tegen Libië.
  - 1990 - In Haïti treedt generaal Prosper Avril, die met behulp van het leger de macht had gegrepen, af onder druk van het volk. Hij wijkt uit naar Florida.
  - 2023 - Xi Jinping wordt door het Nationaal Volkscongres unaniem herkozen voor een derde termijn als president van de Volksrepubliek China.[9]

- Religie
  - 1561 - Benoeming van kardinaal Antoine Perrenot de Granvelle tot eerste aartsbisschop van Mechelen.
  - 1949 - Verheffing van de Apostolische Prefectuur Bandjarmasin in Indonesië tot Apostolisch vicariaat Bandjarmasin.
  - 1962 - Oprichting van de rooms-katholieke Bisschoppelijke Hiërarchie in Zuid-Korea met drie aartsbisdommen en acht bisdommen.
  - 1987 - Het Vaticaan veroordeelt kunstmatige bevruchting.

- Sport
  - 1905 - Chelsea FC wordt opgericht door Gus Mears. Chelsea FC in 1905

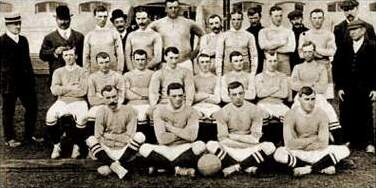
Chelsea FC in 1905

  - 1923 - Oprichting van de Spaanse voetbalclub Villarreal CF.
  - 2001 - Schaatser Hiroyasu Shimizu verbetert in Salt Lake City het wereldrecord van Jeremy Wotherspoon op de 500 meter (34,63 seconden) met een tijd van 34,32 seconden.
  - 2007 - Sven Kramer verbetert in Salt Lake City zijn eerdere wereldrecord op de 10.000 meter aanzienlijk en finisht in 12.41,69.
  - 2018 - PSV lijdt de grootste eredivisienederlaag sinds 22 november 1964 door in Tilburg met 5-0 onderuit te gaan tegen Willem II.
  - 2024 - Bij het tennistoernooi van Indian Wells boekt de Serviër Novak Djokovic in de derde ronde zijn 400e overwinning op een masterstoernooi door de Australiër Aleksandar Vukic in drie sets te verslaan.[10]

- Wetenschap en technologie
  - 1876 - Eerste succesvolle telefoongesprek: Alexander Graham Bell spreekt "Mr. Watson, come here, I want to see you."
  - 1891 - Almon Strowger verkrijgt patent op de automatische telefooncentrale.
  - 1977 - Astronomen ontdekken tijdens een sterbedekking toevalligerwijs ringen rond de planeet Uranus.[11]
  - 2009 - Bij Sipplingen bij het Bodenmeer wordt een 4900 jaar oude sandaal gevonden.
  - 2024 - De Zon stoot een zonnevlam met een sterkte van M7,4 uit en dit veroorzaakt een coronal mass ejection die gedeeltelijk de Aarde kan raken.[12]

## Geboren

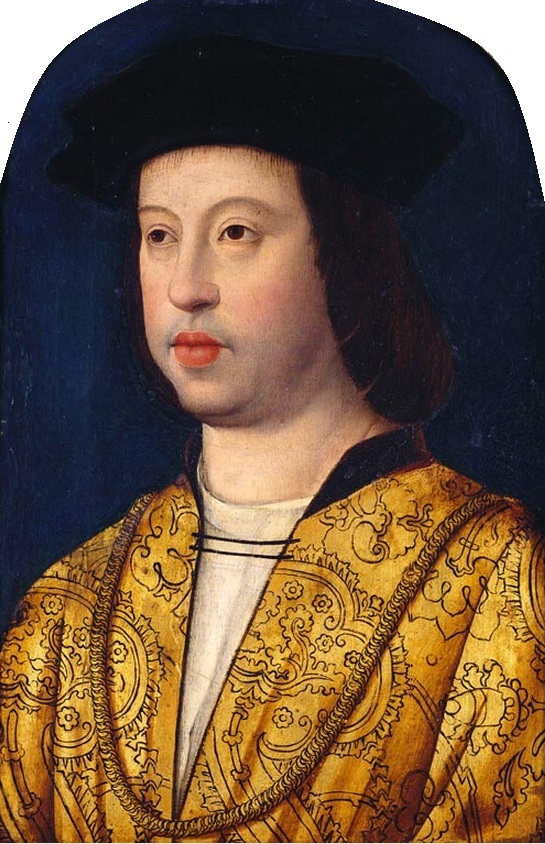
Ferdinand II
geboren in 1452

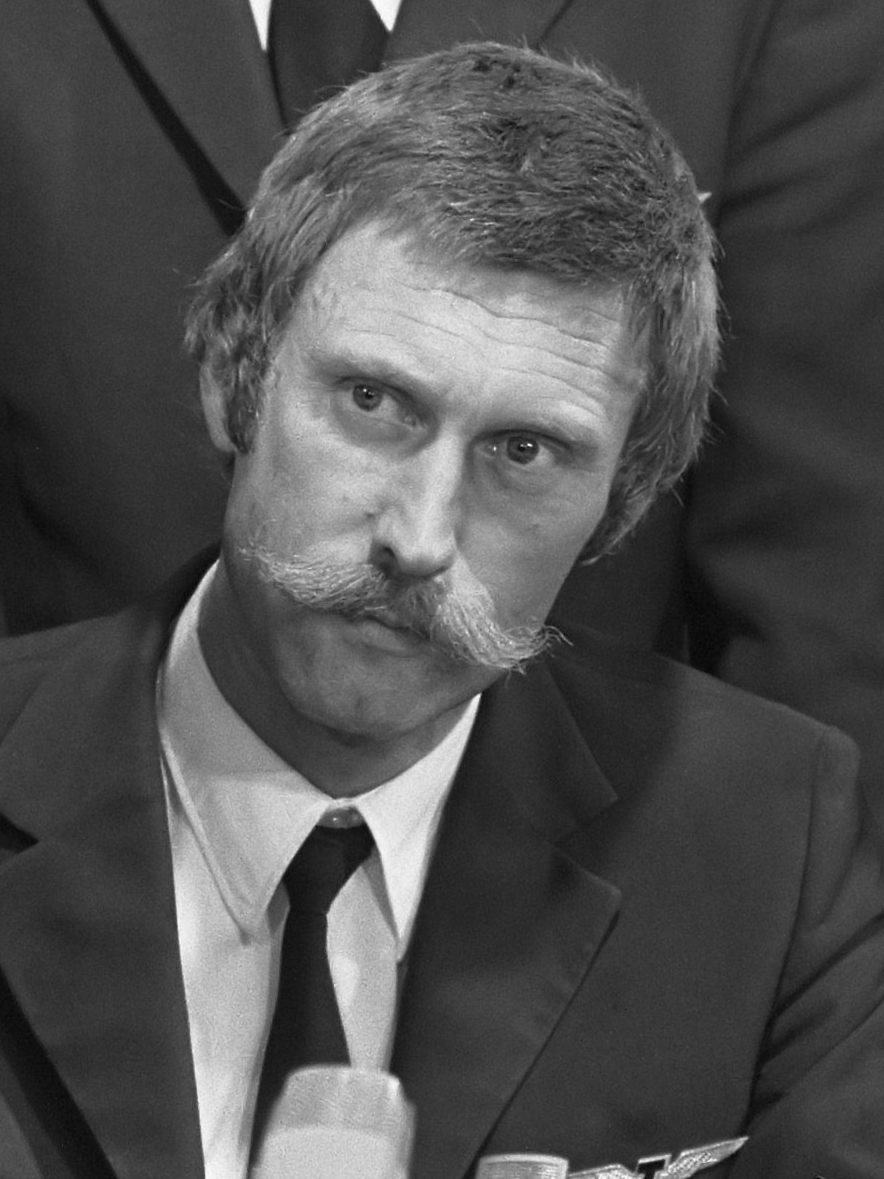
Pim Sierks
geboren in 1932

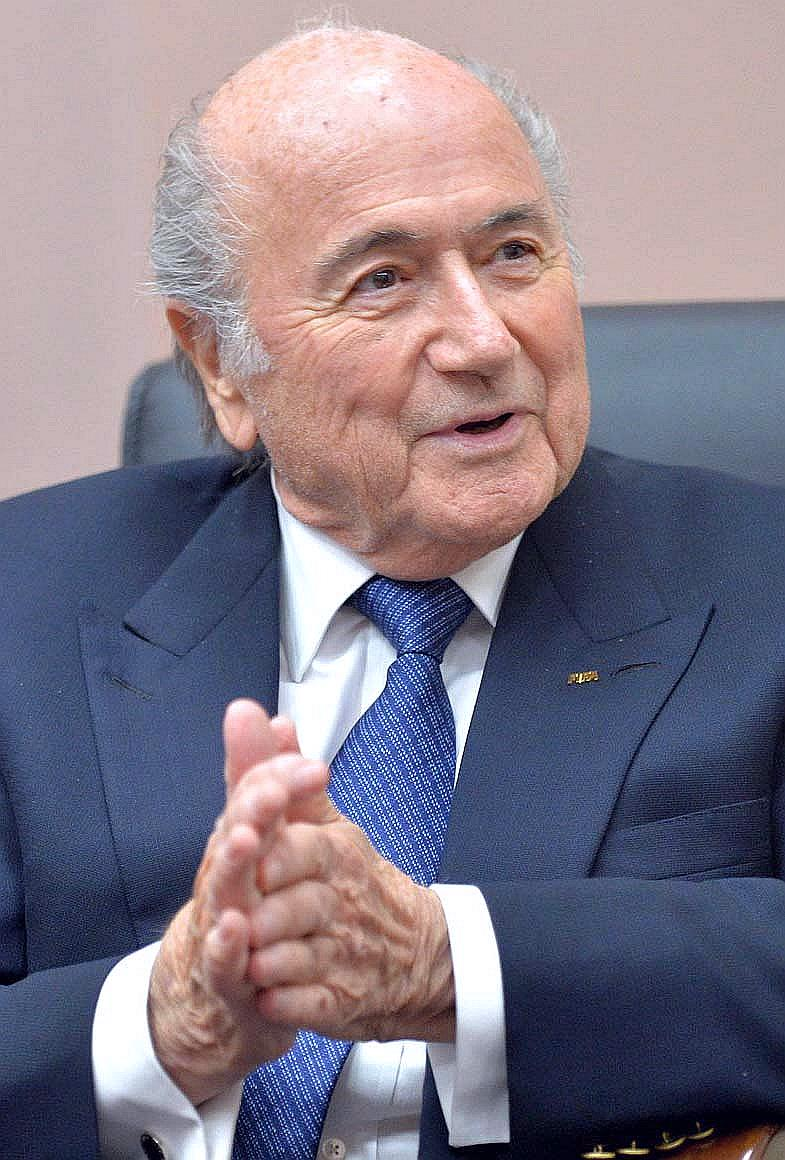
Sepp Blatter
geboren in 1936

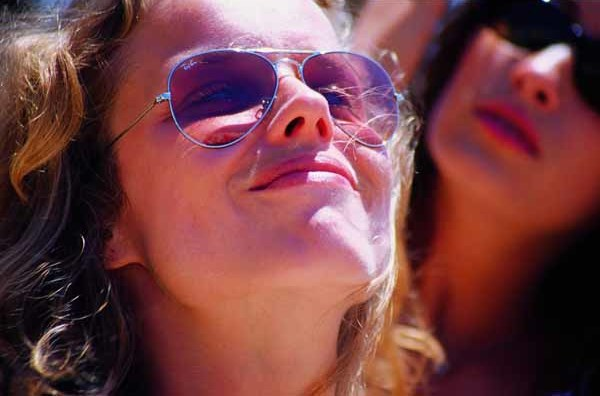
Eva Herzigová
geboren in 1973

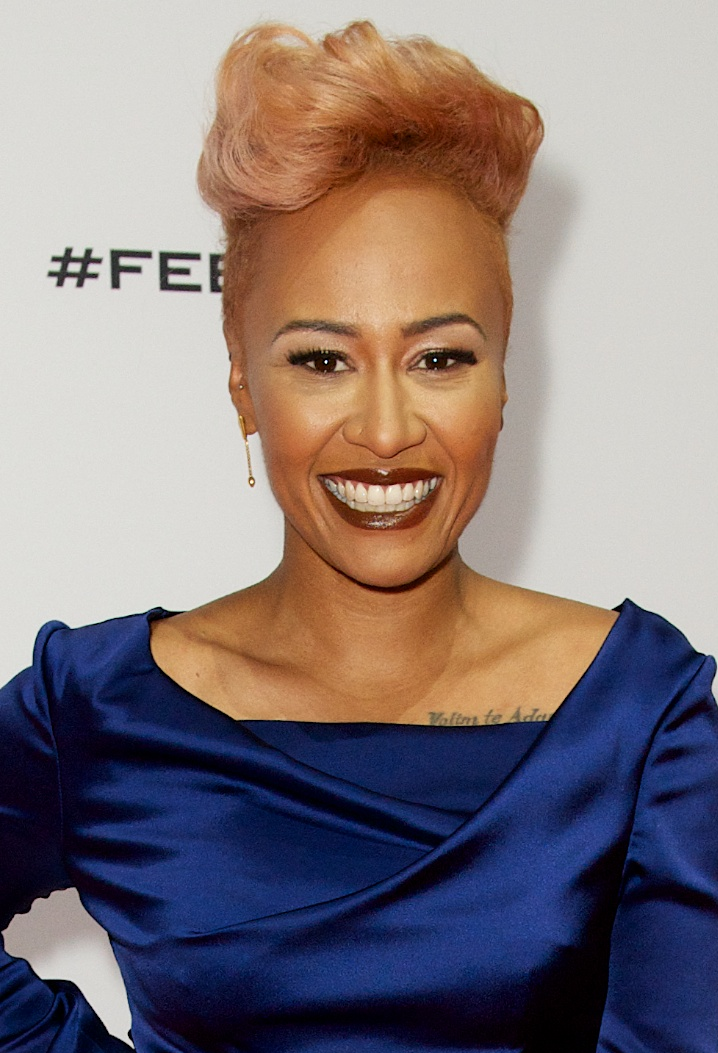
Emeli Sandé
geboren in 1988

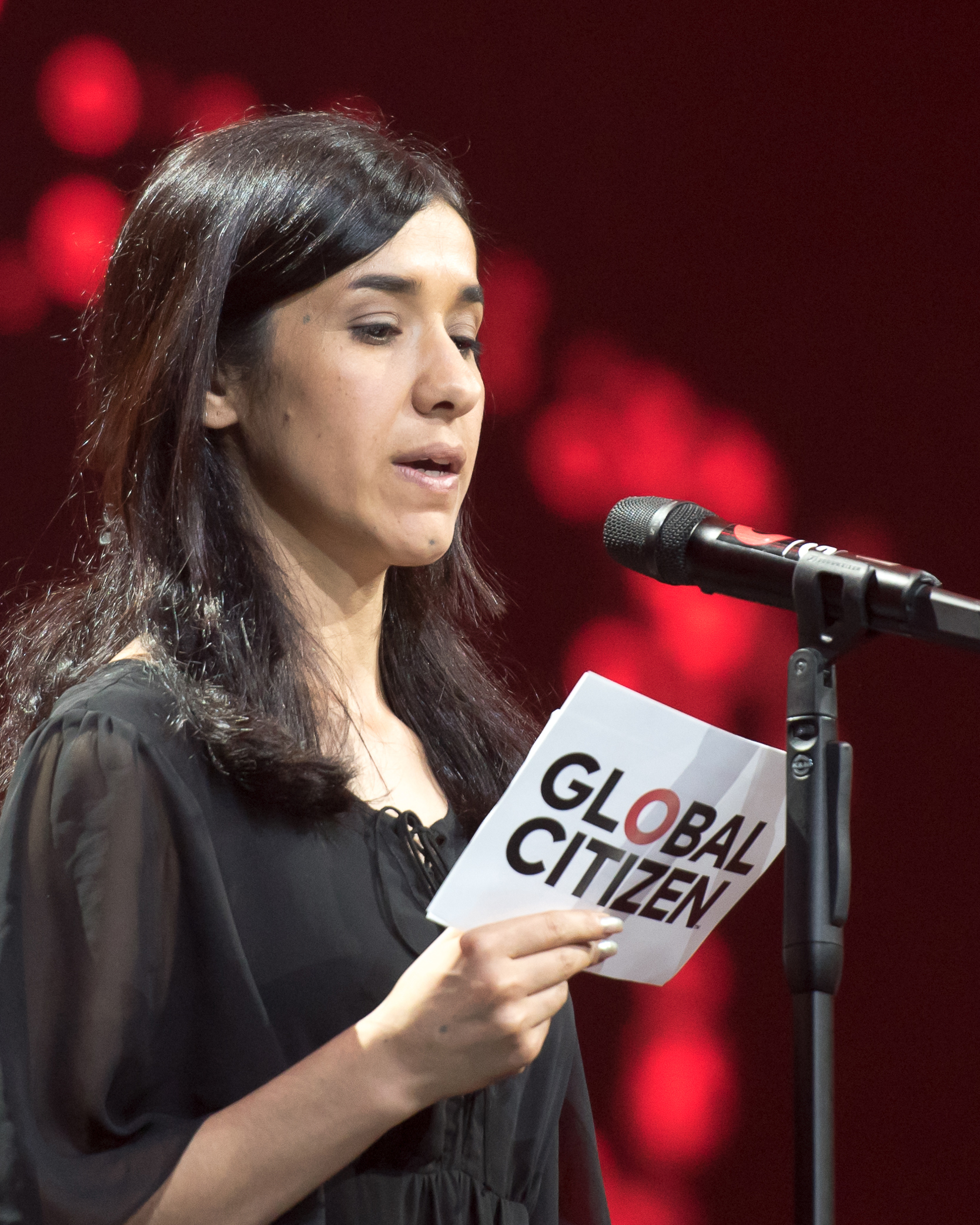
Nadia Murad Basee
geboren in 1993

- 1452 - Ferdinand II van Aragon, koning van Spanje (overleden 1516)
- 1607 - Thomas Wriothesley, Engels adellijke (overleden 1667)
- 1749 - Lorenzo da Ponte, Italiaans librettoschrijver (overleden 1838)
- 1772 - Friedrich von Schlegel, Duits schrijver (overleden 1829)
- 1788 - Joseph von Eichendorff, Duits schrijver (overleden 1857)
- 1800 - Thomas Webster, Engels kunstschilder (overleden 1886)
- 1812 - Ignacio Comonfort, Mexicaans staatsman (overleden 1863)
- 1844 - Pablo de Sarasate, Spaans violist en componist (overleden 1908)
- 1844 - Marie Spartali Stillman, Engels kunstschilderes en model (overleden 1927)
- 1850 - Spencer Gore, Brits tennisser en cricketer (overleden 1906)
- 1876 - Jules Cran, Belgisch kunstenaar (overleden 1926)
- 1878 - Karel van de Woestijne, Belgisch schrijver (overleden 1929)
- 1879 - Samuel Jones, Amerikaans atleet (overleden 1954)
- 1881 - Kate Leigh, Australisch onderwereldfiguur (overleden 1964)
- 1885 - Pierre-Jules Boulanger, Frans ingenieur (overleden 1950)
- 1887 - Nils Andersson, Zweeds voetballer (overleden 1947)
- 1888 - Barry Fitzgerald (William Joseph Shields), Iers acteur (overleden 1961)
- 1892 - Arthur Honegger, Zwitsers componist (overleden 1955)
- 1892 - Eva Turner, Brits sopraan (overleden 1990)
- 1893 - Jules Lootens, Belgisch hoofdonderwijzer en lid verzet tijdens de Tweede Wereldoorlog (overleden 1944)
- 1900 - Violet Brown, Jamaicaans supereeuwelinge (overleden 2017)
- 1901 - Hendrik van den Broek, Nederlands journalist (overleden 1959)
- 1901 - Michel Seuphor, Belgisch kunstenaar (overleden 1999)
- 1903 - Bix Beiderbecke, Amerikaans jazzmuzikant (overleden 1931)
- 1905 - René Bernier, Belgisch componist (overleden 1984)
- 1906 - Alejandro Abadilla, Filipijns dichter en schrijver (overleden 1969)
- 1906 - Georg-Wilhelm Schulz, Duits onderzeebootkapitein (overleden 1986)
- 1907 - Toni Frissell, Amerikaans fotografe (overleden 1988)
- 1907 - Romain Gyssels, Belgisch wielrenner (overleden 1978)
- 1908 - Jo Zanders, Nederlands burgemeester van Venlo tijdens WOII (overleden 1999)
- 1909 - Gerard Croiset, Nederlands paragnost (overleden 1980)
- 1909 - Antonie Frans Monna, Nederlands wiskundige en wetenschapshistoricus (overleden 1995)
- 1909 - Anton Rom, Duits roeier (overleden 1994)
- 1910 - Rie Briejer, Nederlands atlete (overleden 1999)
- 1915 - Piet van Moock, Nederlands filmproducent (overleden 1988)
- 1918 - Leo Schatz, Nederlands kunstschilder, tekenaar en dichter (overleden 2014)
- 1919 - Emiel Faignaert, Belgisch wielrenner (overleden 1980)
- 1920 - Marcial Maciel, Mexicaans geestelijke (overleden 2008)
- 1920 - Alfred Peet, Nederlands-Amerikaans koffiebrander (overleden 2007)
- 1920 - Boris Vian, Frans schrijver (overleden 1959)
- 1921 - Vladimir Djomin, Sovjet voetballer en trainer (overleden 1966)
- 1922 - Pol Appeltants, Belgisch voetballer (overleden 2001)
- 1923 - Val Fitch, Amerikaans kernfysicus (overleden 2015)
- 1923 - Zuster Leontine, Belgisch arts en zuster, gold als pionier en promotor van de palliatieve zorg in België (overleden 2012)
- 1923 - Hans Riegel, Duits-Oostenrijks ondernemer (overleden 2013)
- 1925 - Ed van der Elsken, Nederlands fotograaf en cineast (overleden 1990)
- 1925 - Giovanni de Riu, Italiaans autocoureur (overleden 2008)
- 1927 - Jupp Derwall, Duits voetballer en trainer (overleden 2007)
- 1927 - Dora van der Groen, Belgisch actrice (overleden 2015)
- 1928 - James Earl Ray, Amerikaans crimineel (overleden 1998)
- 1928 - Sara Montiel, Spaans actrice en zangeres (overleden 2013)
- 1929 - Jacques Frenken, Nederlands beeldhouwer, glazenier, kunstenaar (overleden 2022)
- 1929 - Alice Hirson, Amerikaans actrice (overleden 2025)
- 1932 - Loek Kessels (Lieve Mona), Nederlands schrijfster en journaliste (overleden 2019)
- 1932 - Pim Sierks, Nederlands vliegenier (overleden 2024)
- 1934 - Fujiko Fujio (Motoo Abiko), Japans mangakunstenaar (overleden 2022)
- 1934 - Bhupen Khakhar, Indiaas kunstenaar in hedendaagse kunst (overleden 2003)
- 1936 - Sepp Blatter, Zwitsers voorzitter van de wereldvoetbalfederatie FIFA
- 1936 - Bob Van Staeyen, Belgisch zanger en acteur (overleden 2020)
- 1937 - María Kodama, Argentijns dichteres (overleden 2023)
- 1938 - Geraldo Freitas Nascimento (Ditão), Braziliaans voetballer (overleden 1992)
- 1939 - Irina Press, Sovjet-Russisch atlete (overleden 2004)
- 1939 - Theo Stroeken, Nederlands politicus (overleden 2019)
- 1940 - Jorge Kissling, Argentijns motor- en autocoureur (overleden 1968)
- 1940 - Louis Moholo, Zuid-Afrikaans jazzdrummer (overleden 2025)
- 1940 - Chuck Norris, Amerikaans acteur en vechtkunstenaar
- 1941 - Martin Van Den Bossche, Belgisch wielrenner
- 1942 - Frank Roos, Belgisch atleet
- 1943 - Ritchie Cordell (Richard Rosenblatt), Amerikaans songwriter, producer en muziekuitgever (overleden 2004)
- 1943 - Rodney Gould, Brits motorcoureur (overleden 2024)
- 1943 - Kees de Kort, Nederlands atleet
- 1944 - Roland Borrey, Belgisch atleet
- 1944 - Greta Van Langendonck, Belgisch actrice (overleden 2015)
- 1944 - Willy Van Neste, Belgisch wielrenner
- 1944 - Atsutada Otaka, Japans componist en muziekpedagoog (overleden 2021)
- 1945 - Ed de Noorlander, Nederlands atleet (overleden 2024)
- 1946 - Mike Davis, Amerikaans schrijver, activist en academicus (overleden 2022)
- 1046 - Hiroshi Fushida, Japans autocoureur
- 1946 - Frank Jansen, Nederlands presentator
- 1946 - Ute-Henriette Ohoven, Duits fondsenwerver
- 1947 - Kim Campbell, Canadees politica
- 1947 - Alex Harvey, Amerikaans countryzanger (overleden 2020)
- 1947 - Robert Holl, Nederlands zanger, componist en zangpedagoog
- 1947 - June Keithley-Castro, Filipijns presentatrice en actrice (overleden 2013)
- 1947 - Laurie Langenbach, Nederlands schrijfster en publiciste (overleden 1984)
- 1948 - Jean-Pierre Adams, Frans voetballer (overleden 2021)
- 1948 - Rubén Glaria, Argentijns voetballer
- 1949 - Leen de Broekert, Nederlands pianist en organist (overleden 2009)
- 1950 - Colin McGinn, Engels filosoof
- 1950 - Marike Stokker, Nederlands grafisch ontwerper, beeldend kunstenaar, illustrator en theaterfotograaf
- 1951 - Mateo Beusan, Kroatisch voetbalscheidsrechter
- 1952 - Alain Péters, Frans muzikant en dichter (overleden 1995)
- 1953 - Debbie Brill, Canadees atlete
- 1954 - Tina Charles, Engels disco-zangeres
- 1955 - Marianne Rosenberg, Duits zangeres
- 1956 - Stella Kyriakidou, Cypriotisch (euro)politica
- 1956 - Larry Myricks, Amerikaans atleet
- 1956 - Mahinder Rathipal, Surinaams politicus (overleden 2023)
- 1956 - Jeroen Soer, Nederlands radio-dj (overleden 2012)
- 1957 - Osama bin Laden, Saoedi-Arabisch terrorist, leider van Al Qaida (overleden 2011)
- 1957 - Oesje Soekatma, Surinaams-Nederlands musicus (overleden 2025)
- 1957 - Shannon Tweed, Canadees actrice en model
- 1958 - Sharon Stone, Amerikaans filmactrice en homoactiviste
- 1958 - Peter de Wit, Nederlands striptekenaar
- 1959 - Avital Selinger, Nederlands volleyballer en volleybalcoach
- 1959 - Ad Wijnands, Nederlands wielrenner
- 1960 - Rainer Bastuck, Duits autocoureur en ondernemer
- 1960 - Maarten Feteris, president van de Hoge Raad der Nederlanden
- 1961 - Gérard Jeitz, Luxemburgs voetballer en voetbalcoach
- 1961 - Ben Spijkers, Nederlands judoka
- 1962 - Jasmine Guy, Amerikaans actrice en zangeres
- 1962 - Brigitte Kaandorp, Nederlands cabaretière
- 1964 - Neneh Cherry, Zweeds zangeres
- 1964 - Prins Edward, hertog van Edinburgh
- 1964 - Philippe Louviot, Frans wielrenner
- 1964 - Toni Polster, Oostenrijks voetballer
- 1965 - Deezer D, Amerikaans acteur en rapper (overleden 2021)
- 1966 - Stephen Mailer, Amerikaans acteur
- 1966 - Marino Punk, Belgisch accordeonist
- 1967 - Daichi Suzuki, Japans zwemmer
- 1968 - Michael Morgan, Duits schlagerzanger
- 1968 - Jan van der Stoep, Nederlands filosoof en bijzonder hoogleraar
- 1969 - Paget Brewster, Amerikaans actrice en zangeres
- 1969 - Hany Ramzy, Egyptisch voetballer
- 1969 - Mich Walschaerts, Belgisch cabaretier
- 1969 - Mieketine Wouters, Nederlands hockeyster
- 1970 - Martin Martens, Nederlands schaker
- 1970 - Sandra Wasserman, Belgisch tennisster
- 1970 - Peter Wright, Schots darter
- 1971 - Jon Hamm, Amerikaans acteur
- 1971 - Timbaland, Amerikaans muziekproducent en rapper
- 1972 - Takashi Fujii, Japans komiek
- 1972 - Nick Gates, Australisch wielrenner
- 1972 - Michaël Volkaerts, Belgisch schrijver
- 1973 - Eva Herzigová, Tsjechisch model en actrice
- 1973 - Chris Sutton, Engels voetballer
- 1973 - Geert Verheyen, Belgisch wielrenner
- 1974 - Cristián de la Fuente, Chileens acteur en presentator
- 1974 - Lasse Sætre, Noors schaatser
- 1975 - Jill Peeters, Belgisch weervrouw
- 1976 - Vanessa Atkinson, Nederlands squashspeelster
- 1976 - Lieja Tunks-Koeman, Nederlands-Canadees atlete
- 1977 - Peter Enckelman, Fins voetballer
- 1977 - Enrico Kühn, Duits bobsleeër
- 1977 - Bree Turner, Amerikaans actrice
- 1978 - Benjamin Burnley, Amerikaans muzikant
- 1978 - André Höhne, Duits atleet
- 1978 - Suze Mens, Nederlands televisiepresentatrice
- 1979 - Ashley Callus, Australisch zwemmer
- 1979 - Edi Gathegi, Keniaans-Amerikaans acteur
- 1979 - Danny Pudi, Amerikaans (stem)acteur, filmproducent, filmregisseur en scenarioschrijver
- 1981 - Samuel Eto'o, Kameroens voetballer
- 1981 - Léon Hese, Nederlands voetballer
- 1981 - Pedro Mantorras, Angolees voetballer
- 1982 - Mieke Geens, Belgisch atlete
- 1982 - Thomas Middleditch, Canadees acteur en komiek
- 1983 - Jelena Bovina, Russisch tennisster
- 1983 - Lashinda Demus, Amerikaans atlete
- 1983 - Diego Jongen, Nederlands voetballer
- 1983 - Rafe Spall, Brits acteur
- 1983 - Carrie Underwood, Amerikaans countryzangeres
- 1984 - Nabil Kassel, Algerijns bokser
- 1984 - Olivia Wilde, Amerikaans actrice en regisseuse
- 1985 - Miroslava Doema, Russisch modejournaliste en onderneemster
- 1985 - Mikko Kokslien, Noors noordse combinatieskiër
- 1985 - Beau Molenaar, Nederlands voetballer
- 1987 - Martijn Plessers, Belgisch voetballer
- 1987 - Māris Štrombergs, Lets BMX'er
- 1988 - Yoni Buyens, Belgisch voetballer
- 1988 - Ivan Rakitić, Kroatisch voetballer
- 1988 - Emeli Sandé, Brits zangeres
- 1988 - Joona Toivio, Fins voetballer
- 1988 - Ego Nwodim, Nigeriaans-Amerikaans actrice en komiek
- 1989 - Jean Black, Angolees voetballer
- 1989 - Nathan Júnior, Braziliaans voetballer
- 1989 - Vladimir Sheshenin, Russisch autocoureur
- 1990 - Víctor García, Spaans autocoureur
- 1990 - Stefanie Vögele, Zwitsers tennisster
- 1991 - Marco Bizot, Nederlands voetballer
- 1992 - Johan Häggström, Zweeds langlaufer
- 1992 - Emily Osment, Amerikaans actrice
- 1993 - Tatiana Calderón, Colombiaans autocoureur
- 1993 - Nadia Murad Basee, Iraans (jezidisch) mensenrechtenactiviste en Nobelprijswinnares
- 1994 - Romane Miradoli, Frans alpineskiester
- 1994 - Nikita Parris, Engels voetbalster
- 1995 - Sean Rayhall, Amerikaans autocoureur
- 1995 - Beitske Visser, Nederlands autocoureur
- 1995 - Sanne Vloet, Nederlands model
- 1996 - Miglė Marozaitė, Litouws baanwielrenster
- 1997 - Belinda Bencic, Zwitsers tennisspeelster
- 1998 - Jakob Dorigoni, Italiaans wielrenner en veldrijder
- 2001 - Else Praasterink, Nederlands schoonspringster
- 2001 - Sergio Meris, Italiaans wielrenner
- 2001 - Jaimy Ravensbergen, Nederlands voetbalster
- 2002 - Noni Madueke, Engels-Nigeriaans voetballer
- 2003 - Li Fanghui, Chinees freestyleskiester
- 2005 - Esmir Bajraktarević, Bosnisch-Amerikaans voetballer
- 2006 - Saná Fernandes, Portugees-Guinee-Bissaus voetballer
- 2010 - Ryan Kiera Armstrong, Amerikaans actrice

## Overleden

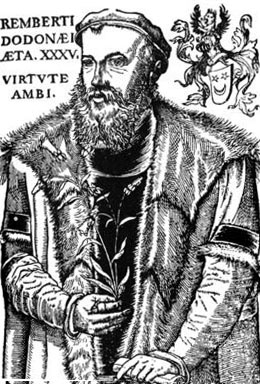
Rembert Dodoens
overleden 10 maart 1585

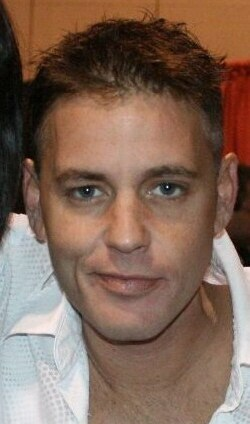
Corey Haim
overleden in 2010

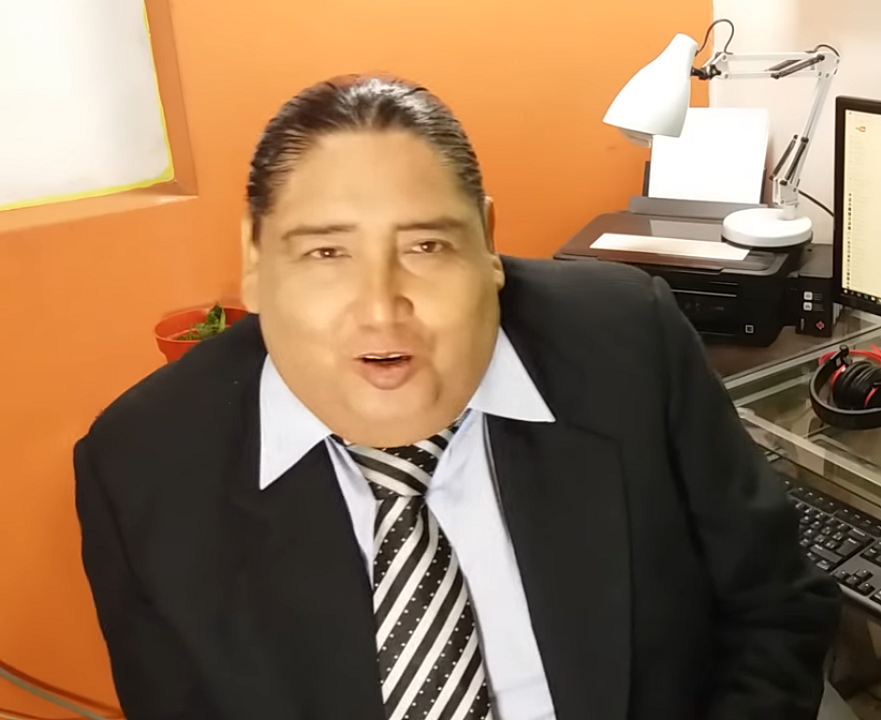
Tongo
overleden in 2023

- 483 - Simplicius, paus van de Rooms-Katholieke Kerk
- 1584 - Thomas Norton (53), Engels jurist, politicus en dichter
- 1585 - Rembert Dodoens (67 of 68), Belgisch arts en bioloog
- 1592 - Michiel Coxie (92), Brabants kunstschilder
- 1832 - Muzio Clementi (80), Italiaans componist en dirigent
- 1870 - Ignaz Moscheles (75), Boheems componist en pianovirtuoos
- 1872 - Giuseppe Mazzini (67), Italiaans politicus
- 1877 - Victor Liefmans (63), Belgisch politicus
- 1902 - C.Y. O'Connor (59), Iers ingenieur en ontwerper van belangrijke projecten in West-Australië
- 1910 - Karl Lueger (65), Oostenrijks politicus en burgemeester van Wenen
- 1935 - Carl Sander (77), Noors componist/organist
- 1925 - Meyer Prinstein (46), Amerikaans atleet
- 1942 - William Henry Bragg (79), Engels natuurkundige
- 1944 - Adrien de Groote (33), Belgisch lid van het verzet
- 1948 - Jan Masaryk (61), Tsjechoslowaaks politicus
- 1949 - James Rector (64), Amerikaans atleet
- 1956 - Åke Fjästad (68), Zweeds voetballer
- 1958 - Karl Wazulek (43), Oostenrijks schaatser
- 1962 - Edwin Argo (66), Amerikaans ruiter
- 1966 - Emile Coulonvaux (74), Belgisch politicus
- 1966 - Frits Zernike (77), Nederlands natuurkundige
- 1969 - Fernand Gonder (85), Frans atleet
- 1969 - Frans Lowyck (74), Belgisch voetballer
- 1977 - José Perácio (59), Braziliaans voetballer
- 1977 - Wim Schermerhorn (82), Nederlands minister-president
- 1979 - Carl von Tiedemann (100), Duits generaal
- 1983 - Willem Frederik van der Steen (77), Nederlands atleet
- 1985 - Konstantin Tsjernenko (73), secretaris-generaal van de Communistische Partij in de Sovjet-Unie
- 1986 - Ray Milland (81), Welsh acteur en filmregisseur
- 1986 - Joop Reinboud (65), Nederlands radio- en televisiepresentator en -programmamaker
- 1988 - Andy Gibb (30), Brits-Australisch popzanger
- 1997 - Stan Drake (75), Amerikaans striptekenaar
- 1998 - Ilse Bing (98), Duits fotografe
- 1999 - Oswaldo Guayasamín (79), Ecuadoraans kunstschilder
- 2001 - Arturo Alcaraz (84), Filipijns wetenschapper
- 2001 - Jorge Recalde (50), Argentijns rallycoureur
- 2001 - Vincent Ritzer (57), Nederlands burgemeester
- 2001 - Dick Slebos (77), Nederlands architect
- 2002 - Erik Lönnroth (91), Zweeds geschiedkundige
- 2003 - Barry Sheene (52), Brits motorcoureur
- 2003 - Joop Smits (76), Nederlands presentator en zanger
- 2003 - Ottorino Volonterio (85), Zwitsers autocoureur
- 2004 - Jan Derksen (71), Nederlands operazanger
- 2005 - Serge Vandercam (81), Belgisch kunstschilder, fotograaf, dichter, keramist en beeldhouwer
- 2006 - John Profumo (91), Brits politicus
- 2007 - Richard Jeni (49), Amerikaans stand-upcomedian en acteur
- 2007 - Rolf Kalmuczak (68), Duits schrijver
- 2007 - Lanna Saunders (65), Amerikaans actrice
- 2008 - Richard Biegenwald (67), Amerikaans moordenaar
- 2009 - Brian Barry (73), Brits politiek filosoof
- 2009 - Ebru Soykan (28), Turks mensenrechtenactiviste
- 2009 - Andrzej Wohl (66), Pools filmregisseur
- 2010 - Corey Haim (38), Canadees acteur
- 2011 - Rienk Onsman (67), Nederlands voetballer
- 2011 - W.J. Maryson (61), Nederlands fantasyschrijver en musicus
- 2012 - Jean Giraud (73), Frans striptekenaar
- 2012 - Frank Sherwood Rowland (84), Amerikaans chemicus
- 2012 - Nick Zoricic (29), Canadees skiër
- 2013 - Edelmiro Amante (79), Filipijns politicus
- 2013 - Lilian Davies (79), Prinses van Zweden, Hertogin van Halland
- 2015 - Patrick Gaudy (38), Belgisch veldrijder
- 2015 - Richard Glatzer (63), Amerikaans regisseur
- 2016 - Ken Adam (95), Brits production designer
- 2016 - Ernestine Anderson (87), Amerikaans jazzzangeres
- 2016 - Anita Brookner (87), Brits romanschrijfster en historica
- 2016 - Keith Emerson (71), Brits toetsenist
- 2016 - Gogi Grant (91), Amerikaans zangeres
- 2016 - Roberto Perfumo (73), Argentijns voetballer
- 2016 - Jovito Salonga (95), Filipijns politicus
- 2016 - Jos van Schoor (86), Belgisch cineast
- 2017 - Werner Bircher (88), Zwitsers politicus
- 2017 - Absalón Castellanos Domínguez (93), Mexicaans militair en politicus
- 2017 - Aníbal Ruiz (74), Uruguayaans voetballer en voetbalcoach
- 2017 - Joni Sledge (60), Amerikaans discozangeres
- 2017 - John Surtees (83), Brits auto- en motorcoureur
- 2017 - Robert James Waller (77), Amerikaans schrijver
- 2018 - Joan Carreras i Martí (83), Spaans taalkundige en uitgever
- 2018 - Ralf Waldmann (51), Duits motorcoureur
- 2020 - Franz Mönks (87), Nederlands hoogleraar ontwikkelingspsychologie
- 2020 - Jan Sjoerd Pasterkamp (75), Nederlands zendeling en voorganger
- 2021 - Govaert Kok (85), Nederlands jurist en historisch publicist
- 2021 - Roger Trigaux (69), Belgisch musicus
- 2022 - Jürgen Grabowski (77), Duits voetballer
- 2022 - Mario Terán (80), Boliviaans onderofficier
- 2023 - Michel De Meyer (71), Belgisch weerman
- 2023 - Jerry Samuels (Napoleon XIV) (84), Amerikaans singer-songwriter
- 2023 - Tongo (José Abelardo Gutierrez Alanya) (65), Peruviaans singer-songwriter, acteur, komiek, youtuber en politicus
- 2024 - Eric Carmen (74), Amerikaans singer-songwriter
- 2024 - T.M. Stevens (72), Amerikaans basgitarist

## Viering/herdenking
- Dag van de Tibetaanse Opstand in 1959.
- Venezuela - Dag van de dokters
- Rooms-katholieke kalender:
  - Heilige Anastasia († c. 507)
  - Heilige Johannes Ogilvie († 1615)
  - Heilige Himlin (van Vissenaken) († c. 750)
  - Heilige Blankaard
  - Heilige Marie Eugénie van Jezus († 1898)
  - Heilige Mac(h)arius (van Jeruzalem) († 335)
  - Heilige Simplicius († 483)
  - Veertig martelaren van Sebaste († 320)

## Weerextremen

### Nederland
| | Officiële records | Officiële records | Officiële records |      | Landelijke records | Landelijke records | Landelijke records |
| Gebeurtenis | Jaar              | Extreem           | Locatie           | Jaar | Extreem            | Locatie            |                    |
| --- | ----------------- | ----------------- | ----------------- | ---- | ------------------ | ------------------ | ------------------ |
| Laagste etmaalgemiddelde temperatuur (°C) | 1931              | −5,5              | De Bilt           |      | 1931               | −5,9               | Eelde              |
| Hoogste etmaalgemiddelde temperatuur (°C) | 1991              | 11,7              | De Bilt           |      | 1981               | 12,9               | Maastricht         |
| Laagste minimumtemperatuur (°C) | 1931              | −11,2             | De Bilt           |      | 1931               | −11,2              | De Bilt            |
| Hoogste minimumtemperatuur (°C) | 2001              | 8,7               | De Bilt           |      | 1981               | 11,1               | Maastricht         |
| Laagste maximumtemperatuur (°C) | 1932              | 0,6               | De Bilt           |      | 1931               | −2,2               | Eelde              |
| Hoogste maximumtemperatuur (°C) | 2014              | 18,0              | De Bilt           |      | 2014               | 20,0               | Deelen             |
| Hoogste uurgemiddelde windsnelheid (m/s) | 1926              | 16,5              | De Bilt           |      | 2019               | 24,0               | Tholen             |
| Hoogste windstoot (m/s) | 1992              | 26,8              | De Bilt           |      | 2019               | 34,0               | Tholen, Vlissingen |
| Langste zonneschijnduur (uur) | 1902              | 10,9              | De Bilt           |      | 1902               | 10,9               | De Bilt            |
| Langste neerslagduur (uur) | 1984              | 16,2              | De Bilt           |      | 1981               | 20,6               | Volkel             |
| Hoogste etmaalsom van de neerslag (mm) | 2019              | 20,8              | De Bilt           |      | 2023               | 25,5               | Twenthe            |
| Laagste etmaalgemiddelde relatieve vochtigheid (%) | 2022              | 51                | De Bilt           |      | 2022               | 40                 | Arcen              |
| Laagste uurwaarde luchtdruk op zeeniveau (hPa) | 2008              | 975,9             | De Bilt           |      | 2008               | 972,3              | Vlieland           |
| Hoogste uurwaarde luchtdruk op zeeniveau (hPa) | 1953              | 1041,5            | De Bilt           |      | 1953               | 1042,2             | Vlissingen         |
| Officiële records worden altijd gemeten op het KNMI-weerstation in De Bilt. Landelijke records kunnen worden gemeten op elk officieel KNMI-weerstation in Nederland. |                   |                   |                   |      |                    |                    |                    |

Uitzonderlijke gebeurtenissen
- 1933 - Eerste landelijke zachte dag van het jaar gemeten in De Kooy en Eelde (maximumtemperatuur ≥ 15 °C op een officieel weerstation)
- 1936 - Eerste officiële zachte dag van het jaar (maximumtemperatuur ≥ 15 °C in De Bilt)
- 1981 - Eerste landelijke zachte dag van het jaar gemeten in Eindhoven en Maastricht (maximumtemperatuur ≥ 15 °C op een officieel weerstation)
- 2018 - Eerste officiële zachte dag van het jaar (maximumtemperatuur ≥ 15 °C in De Bilt)
- 2018 - Eerste landelijke zachte dag van het jaar gemeten in Arcen, De Bilt, Eindhoven, Ell, Gilze-Rijen, Heino, Herwijnen, Hoogeveen, Hupsel, Lelystad, Maastricht, Marknesse, Twenthe, Volkel en Woensdrecht (maximumtemperatuur ≥ 15 °C op een officieel weerstation)
- 2022 - Eerste officiële zachte dag van het jaar (maximumtemperatuur ≥ 15 °C in De Bilt)
- 2023 - Landelijk laagste maximumtemperatuur in °C van maart dit jaar gemeten in Eelde: 1,0
- 2023 - Officieel hoogste etmaalsom van de neerslag in mm van maart dit jaar gemeten in De Bilt: 14,4
- 2023 - Landelijk hoogste etmaalsom van de neerslag in mm van maart dit jaar gemeten in Twenthe: 25,5
- 2023 - Officieel laagste uurwaarde luchtdruk op zeeniveau in hPa van maart dit jaar gemeten in De Bilt: 986,1

### België
Dagrecords
- 1847 - Laagste etmaalgemiddelde temperatuur −6,4 °C
- 1981 - Hoogste etmaalgemiddelde temperatuur 14,2 °C
- 1931 - Laagste minimumtemperatuur −9 °C
- 1880 - Hoogste maximumtemperatuur 18,1 °C
- 1947 - Hoogste etmaalsom van de neerslag 25 mm

Uitzonderlijke gebeurtenissen
- 1958 - Koudste maart-decade van de eeuw: gemiddelde temperatuur 0,5 °C in Ukkel.

<< · 1 · 2 · 3 · 4 · 5 · 6 · 7 · 8 · 9 · 10 · 11 · 12 · 13 · 14 · 15 · 16 · 17 · 18 · 19 · 20 · 21 · 22 · 23 · 24 · 25 · 26 · 27 · 28 · 29 · 30 · 31 · >>